# Campeonato Mundial de Esqui Alpino de 1985

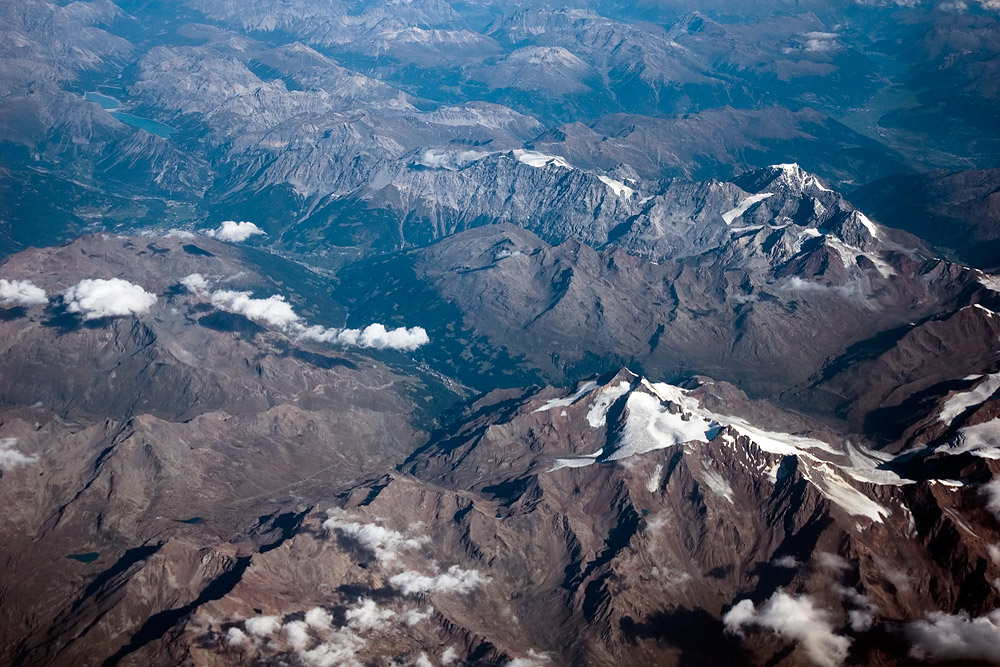
Village Bormio, Ortler e Alpes Ortler, Pizzo Tresero e Valfurva a 10.000 m

O Campeonato Mundial de Esqui Alpino de 1985 foi a vigésima oitava edição do evento, foi realizado em Bormio, Itália, entre os dias 31 de janeiro a 10 de fevereiro de 1985.

## Resultados

### Masculino
| Evento                 | Ouro                                           | Prata                                     | Bronze                                 |
| ---------------------- | ---------------------------------------------- | ----------------------------------------- | -------------------------------------- |
| Downhill (03.02)       | Pirmin Zurbriggen · Suíça · 2:06,68            | Peter Müller · Suíça · 2:06,79            | Doug Lewis · Estados Unidos · 2:06,82  |
| Slalom (10.02)         | Jonas Nilsson · Suécia · 1:38,82               | Marc Girardelli · Luxemburgo · 1:38,88    | Robert Zoller · Áustria · 1:39,35      |
| Slalom gigante (07.02) | Markus Wasmeier · Alemanha Ocidental · 2:28,90 | Pirmin Zurbriggen · Suíça · 2:28,95       | Marc Girardelli · Luxemburgo · 2:29,92 |
| Combinado (05.02)      | Pirmin Zurbriggen · Suíça · 7,67 pts.          | Ernst Riedlsperger · Áustria · 37,84 pts. | Thomas Bürgler · Suíça · 39,41 pts.    |

### Feminino
| Evento                 | Ouro                                   | Prata                                                            | Bronze                                        |
| ---------------------- | -------------------------------------- | ---------------------------------------------------------------- | --------------------------------------------- |
| Downhill (03.02)       | Michela Figini · Suíça · 1:26,96       | Ariane Ehrat · Suíça / · Katharina Gutensohn · Áustria · 1:28,57 |                                               |
| Slalom (09.02)         | Perrine Pelen · França · 1:29,58       | Christelle Guignard · França · 1:29,93                           | Paoletta Magoni · Itália · 1:29,98            |
| Slalom gigante (06.02) | Diann Roffe · Estados Unidos · 2:18,53 | Elisabeth Kirchler · Áustria · 2:19,13                           | Eva Twardokens · Estados Unidos · 2:19,21     |
| Combinado (04.02)      | Erika Hess · Suíça · 18,72 pts.        | Sylvia Eder · Áustria · 34,42 pts.                               | Tamara McKinney · Estados Unidos · 44,45 pts. |

## Quadro de medalhas
| Ordem | País               | Medalha de ouro | Medalha de prata | Medalha de bronze | Total |
| ----- | ------------------ | --------------- | ---------------- | ----------------- | ----- |
| 1     | Suíça              | 4               | 3                | 1                 | 8     |
| 2     | França             | 1               | 1                | 0                 | 2     |
| 3     | Estados Unidos     | 1               | 0                | 3                 | 4     |
| 4     | Alemanha Ocidental | 1               | 0                | 0                 | 1     |
|       | Suécia             | 1               | 0                | 0                 | 1     |
| 6     | Áustria            | 0               | 4                | 1                 | 5     |
| 7     | Luxemburgo         | 0               | 1                | 1                 | 2     |
| 8     | Itália             | 0               | 0                | 1                 | 1     |
|       | TOTAL              | 8               | 9                | 7                 | 24    |